# Pisa armata
Pisa armata är en kräftdjursart. Pisa armata ingår i släktet Pisa och familjen Pisidae. Inga underarter finns listade i Catalogue of Life.

## Bildgalleri

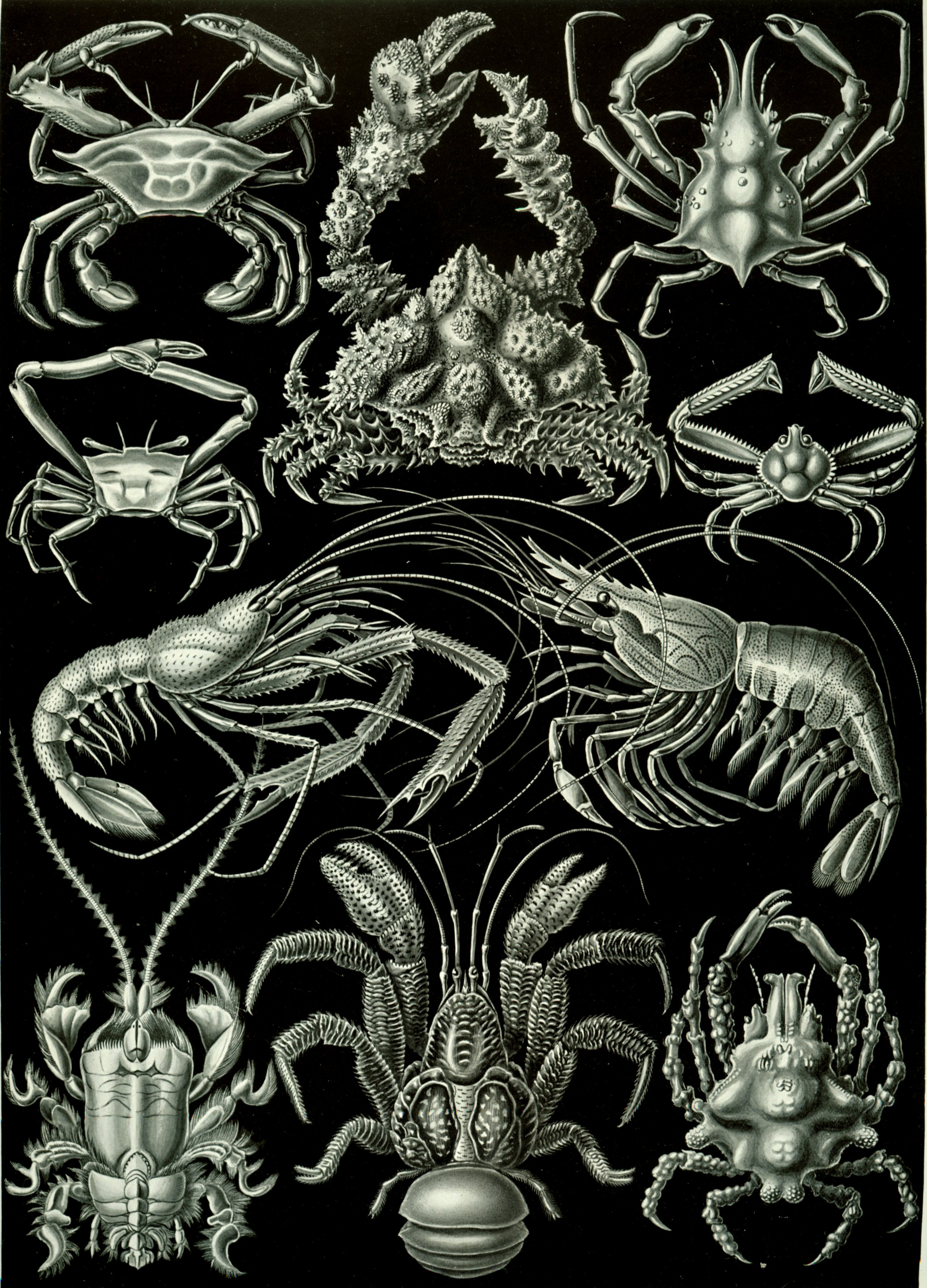